# 알렉산드라 그레이
알렉산드라 그레이(Alexandra Grey, 1991년 1월 4일 ~ )는 미국의 배우, 가수이다. 트랜스젠더 여성이다. 드라마 《트랜스패런트》의 일라이자 파크스 역과 드라마 《시카고 메드》의 데니스 록우드 역으로 유명하다.